# Théophile Ferron

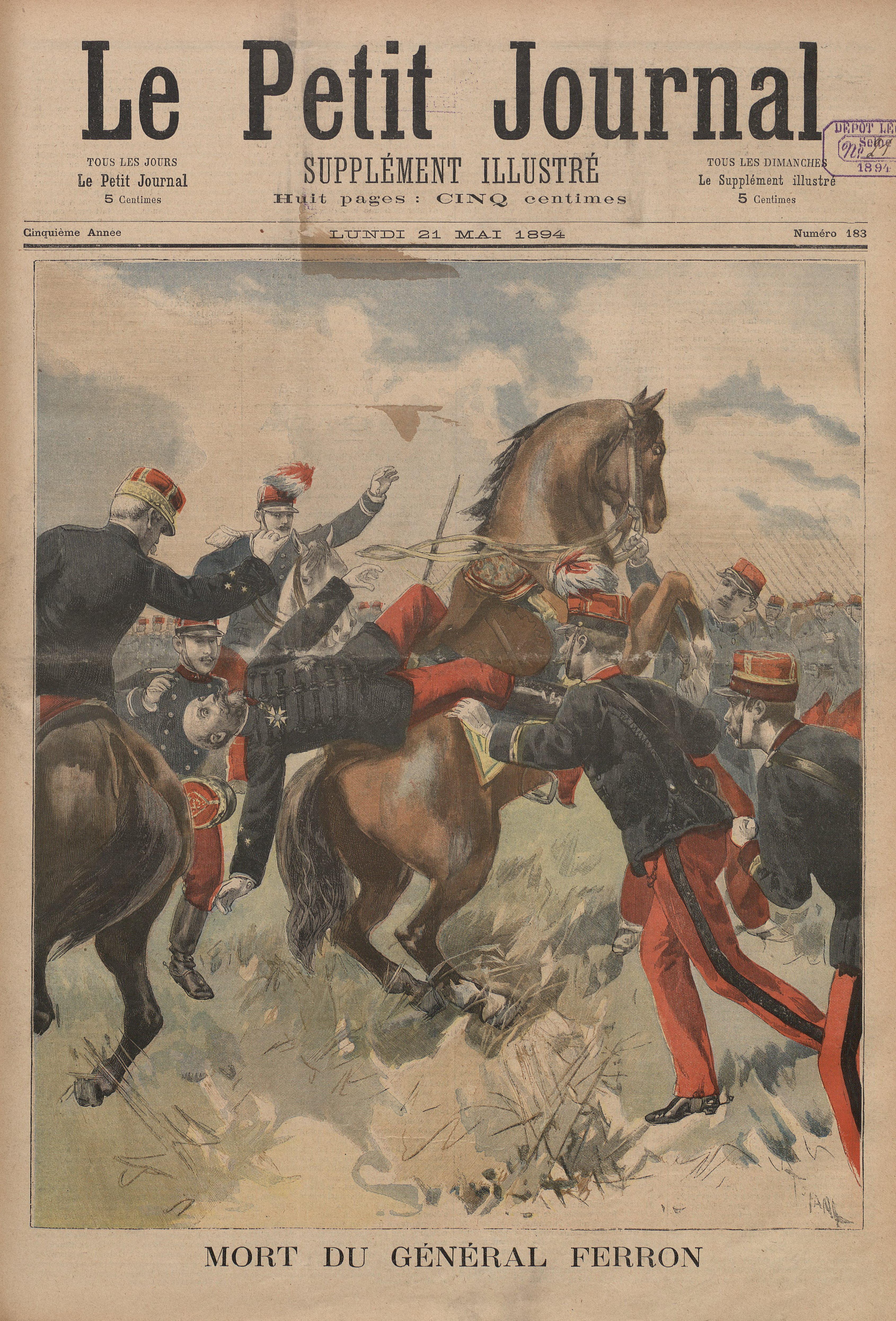
General Ferrons död.

Théophile Adrien Ferron, född den 19 september 1830 i Pré-Saint-Évroult i Eure-et-Loir, död den 6 maj 1894 i Lyon, var en fransk militär. 
Ferron utmärkte sig vid stormningen av Malakovtornet (vid Sevastopol), tjänstgjorde en längre tid som lärare vid ingenjörhögskolan i Metz, deltog i bekämpandet av kommunupproret 1871 och arbetade efter fredsslutet ivrigt på befästandet av Frankrikes östra gräns. Han blev 1880 souschef vid generalstaben, 1886 divisionsgeneral och 1887, efter Boulanger, krigsminister i Rouviers kabinett samt tog i denna egenskap initiativ till flera efterfrågade åtgärder. År 1889 blev han chef för 18:e armékåren och 1892 medlem av högsta krigsrådet samt ansågs vara avsedd till befälhavare för den armé, som i händelse av krig skulle uppträda i Alperna. Ferron utgav flera arbeten, bland annat Quelques indications pour le combat (1892).